# Saint-Benoît-sur-Loire
Pour les articles homonymes, voir Saint-Benoît et Abbaye Saint-Benoît.
Saint-Benoît-sur-Loire est une commune française située dans le département du Loiret en région Centre-Val de Loire.
La commune est célèbre pour son abbaye romane bénédictine et est située dans le périmètre du Val de Loire inscrit au patrimoine mondial de l'UNESCO.
Cette commune est connue pour avoir été le théâtre de la triple donation de 1429 de Jeanne d'Arc au Dauphin Charles en 1429.

## Géographie

### Localisation

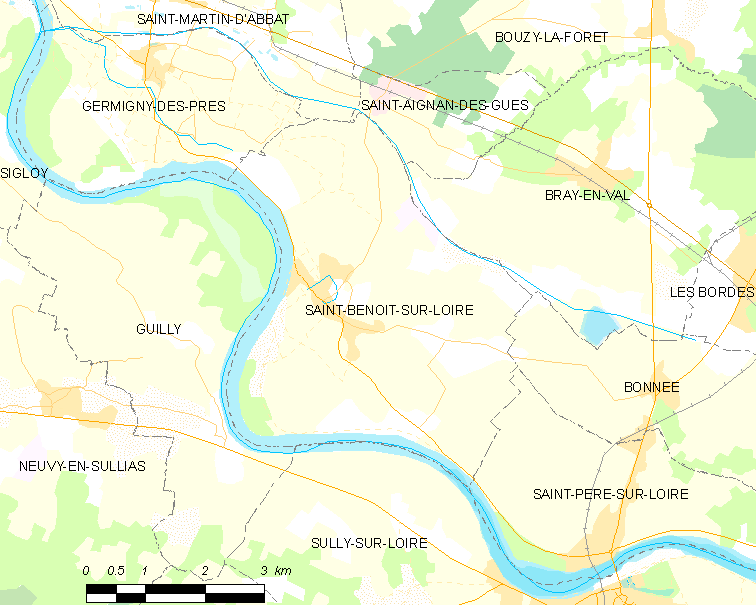
Carte de la commune de Saint-Benoît-sur-Loire et des communes limitrophes.

La commune de Saint-Benoît-sur-Loire se trouve dans le quadrant sud-est du département du Loiret, dans la région agricole du Val de Loire,. À vol d'oiseau, elle se situe à 31,7 km  d'Orléans, préfecture du département, et à 13,7 km d'Ouzouer-sur-Loire, ancien chef-lieu du canton dont dépendait la commune avant mars 2015. La commune fait partie du bassin de vie de Sully-sur-Loire dont elle est éloignée de 7 km.
Les communes les plus proches sont : Guilly (2,4 km), Saint-Aignan-des-Gués (3,5 km), Bray-en-Val (4,7 km), Neuvy-en-Sullias (5 km), Germigny-des-Prés (5 km), Bonnée (6 km), Saint-Martin-d'Abbat (6,1 km), Saint-Père-sur-Loire (6,3 km), Sigloy (6,7 km) et Sully-sur-Loire (7 km).

### Lieux-dits et écarts
Les Boutrons, les Noues, les Braudins, Sainte-Scholastique, le Carrouge, Allaires, les Prouteaux.

### Géologie et relief

#### Géologie
La commune se situe dans le sud du Bassin parisien, le plus grand des trois bassins sédimentaires français. Cette vaste dépression, occupée dans le passé par des mers peu profondes et des lacs, a été comblée, au fur et à mesure que son socle s’affaissait, par des sables et des argiles, issus de l’érosion des reliefs alentour, ainsi que des calcaires d’origine biologique, formant ainsi une succession de couches géologiques.
Les couches affleurantes sur le territoire communal sont constituées de formations superficielles du Quaternaire. La formation la plus ancienne est des alluvions récentes des levées et montilles de la Loire et des basses terrasses du Loing remontant à l’époque Holocène de la période Quaternaire. La formation la plus récente est des alluvions récentes des lits mineurs remontant à l’époque Holocène de la période Quaternaire. Le descriptif de ces couches est détaillé dans  la feuille « n°399 - Châteauneuf-sur-Loire » de la carte géologique au 1/50 000ème du département du Loiret, et sa notice associée.

Carte géologique de la commune.

| Ère                   | Période                  | Époque                                                                                            | Formations géologiques |
| --------------------- | ------------------------ | ------------------------------------------------------------------------------------------------- | --- |
| Cénozoïque (0 - 66.0) | Quaternaire (0 - 2.58)   | Holocène                                                                                          | \| \| Fz : \| alluvions récentes des lits mineurs, Holocène \| \| \| Fy : \| alluvions récentes des levées et montilles de la Loire et des basses terrasses du Loing, Holocène \| |
| Cénozoïque (0 - 66.0) | Quaternaire (0 - 2.58)   | Pléistocène                                                                                       | non présent |
| Cénozoïque (0 - 66.0) | Néogène (2.58 - 23.03)   | Pliocène                                                                                          | non présent |
| Cénozoïque (0 - 66.0) | Néogène (2.58 - 23.03)   | Miocène                                                                                           | non présent |
| Cénozoïque (0 - 66.0) | Paléogène (23.03 - 66.0) | Oligocène                                                                                         | non présent |
| Cénozoïque (0 - 66.0) | Paléogène (23.03 - 66.0) | Éocène                                                                                            | non présent |
| Cénozoïque (0 - 66.0) | Paléogène (23.03 - 66.0) | Paléocène                                                                                         | non présent |
|                       | Fz :                     | alluvions récentes des lits mineurs, Holocène                                                     | |
|                       | Fy :                     | alluvions récentes des levées et montilles de la Loire et des basses terrasses du Loing, Holocène | |

#### Relief
La superficie cadastrale de la commune publiée par l’Insee, qui sert de référence dans toutes les statistiques, est de 18,27 km2,. La superficie géographique, issue de la BD Topo, composante du Référentiel à grande échelle produit par l'IGN, est quant à elle de 20,37 km2. Son relief est relativement plat puisque la dénivelée maximale atteint 10 mètres. L'altitude du territoire varie entre 105 m et 115 m.

### Climat
Pour des articles plus généraux, voir Climat du Centre-Val de Loire et Climat du Loiret.
En 2010, le climat de la commune est de type climat océanique dégradé des plaines du Centre et du Nord, selon une étude du CNRS s'appuyant sur une série de données couvrant la période 1971-2000. En 2020, Météo-France publie une typologie des climats de la France métropolitaine dans laquelle la commune est exposée à un climat océanique altéré et est dans la région climatique Centre et contreforts nord du Massif Central, caractérisée par un air sec en été et un bon ensoleillement.
Pour la période 1971-2000, la température annuelle moyenne est de 11 °C, avec une amplitude thermique annuelle de 14,9 °C. Le cumul annuel moyen de précipitations est de 698 mm, avec 10,9 jours de précipitations en janvier et 7,3 jours en juillet. Pour la période 1991-2020, la température moyenne annuelle observée sur la station météorologique installée sur la commune est de 12,0 °C et le cumul annuel moyen de précipitations est de 687,0 mm,. Pour l'avenir, les paramètres climatiques de la commune estimés pour 2050 selon différents scénarios d'émission de gaz à effet de serre sont consultables sur un site dédié publié par Météo-France en novembre 2022.
| Mois                                  | jan.           | fév.             | mars           | avril         | mai             | juin           | jui.           | août           | sep.           | oct.          | nov.             | déc.           | année     |
| ------------------------------------- | -------------- | ---------------- | -------------- | ------------- | --------------- | -------------- | -------------- | -------------- | -------------- | ------------- | ---------------- | -------------- | --------- |
| Température minimale moyenne (°C)     | 1,4            | 1                | 3,2            | 5             | 8,9             | 12,3           | 14             | 13,6           | 10,3           | 7,9           | 4,3              | 1,9            | 7         |
| Température moyenne (°C)              | 4,5            | 5                | 8,2            | 11            | 14,8            | 18,3           | 20,4           | 20,2           | 16,4           | 12,5          | 7,8              | 4,9            | 12        |
| Température maximale moyenne (°C)     | 7,5            | 9                | 13,3           | 16,9          | 20,8            | 24,3           | 26,8           | 26,8           | 22,4           | 17,2          | 11,3             | 7,9            | 17        |
| Record de froid (°C) date du record   | −19 17.01.1985 | −13,5 07.02.1991 | −11,8 01.03.05 | −4,6 04.04.22 | −1,5 10.05.1980 | 1,5 05.06.1991 | 4,5 04.07.1984 | 4,5 30.08.1993 | 1,5 09.09.1986 | −5,5 19.10.09 | −10,5 24.11.1998 | −16 31.12.1985 | −19 1985  |
| Record de chaleur (°C) date du record | 17,5 30.01.02  | 22,8 24.02.1990  | 26,6 31.03.21  | 29,8 21.04.18 | 34 28.05.17     | 39 18.06.22    | 42,9 25.07.19  | 42 10.08.03    | 36 09.09.23    | 30,4 02.10.23 | 23,3 07.11.15    | 19 16.12.1989  | 42,9 2019 |
| Précipitations (mm)                   | 55,4           | 51,3             | 47,3           | 54,8          | 70,4            | 49,8           | 56,3           | 49,2           | 52,5           | 62,2          | 68,1             | 69,7           | 687       |

### Milieux naturels et biodiversité

#### Sites Natura 2000
Le réseau Natura 2000 est un réseau écologique européen de sites naturels d’intérêt écologique élaboré à partir des Directives «Habitats » et «Oiseaux ». Ce réseau est constitué de Zones Spéciales de Conservation (ZSC) et de Zones de Protection Spéciale (ZPS). Dans les zones de ce réseau, les États Membres s'engagent à maintenir dans un état de conservation favorable les types d'habitats et d'espèces concernés, par le biais de mesures réglementaires, administratives ou contractuelles. L'objectif est de promouvoir une gestion adaptée des habitats tout en tenant compte des exigences économiques, sociales et culturelles, ainsi que des particularités régionales et locales de chaque État Membre. les activités humaines ne sont pas interdites, dès lors que celles-ci ne remettent pas en cause significativement l’état de conservation favorable des habitats et des espèces concernés,. Les sites Natura 2000 présents sur le territoire communal de Saint-Benoît-sur-Loire sont au nombre de deux.
| Nom                                                 | Numéro    | Type                       | Arrêté        | Superficie | Description |
| --------------------------------------------------- | --------- | -------------------------- | ------------- | ---------- | --- |
| Vallée de la Loire de Tavers à Belleville-sur-Loire | FR2400528 | SIC (Directive "Habitats") | 13 avril 2007 | 7 120 ha   | Le site concerne 51 communes. La délimitation de ce site Natura 2000 est très proche de celle correspondant à la Directive Oiseaux. L'intérêt majeur du site repose sur les milieux ligériens liés à la dynamique du fleuve, qui hébergent de nombreuses espèces citées en annexe II de la directive Habitats. Il est situé dans la frange sud de la commune. |
| Vallée de la Loire du Loiret                        | FR2410017 | ZPS (Directive "Oiseaux")  | 4 mai 2007    | 7 684 ha   | Le site concerne la vallée de la Loire dans le Loiret. Cette ZPS se poursuit en amont et en aval sur les départements voisins. L'intérêt majeur du site repose sur les milieux et les espèces ligériens liés à la dynamique du fleuve. Ces milieux hébergent de nombreuses espèces citées en annexe I de la directive Oiseaux. Le site est caractérisé par la présence de colonies nicheuses de sternes naine et pierregarin et de mouette mélanocéphale. Des sites de pêche du Balbuzard pêcheur sont également présents. Le site est également lieu de reproduction du bihoreau gris, de l'aigrette garzette, de la bondrée apivore, du milan noir, de l'œdicnème criard, du martin-pêcheur, du pic noir, de la pie-grièche écorcheur. Il est situé dans la frange sud de la commune. |

Sélection de représentants de l'avifaune de la zone Natura 2000 « Vallée de la Loire du Loiret ».
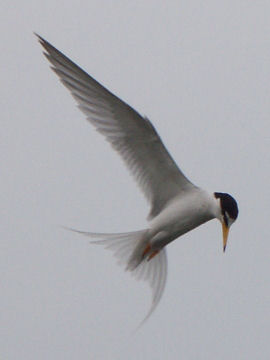
Sterne naine.
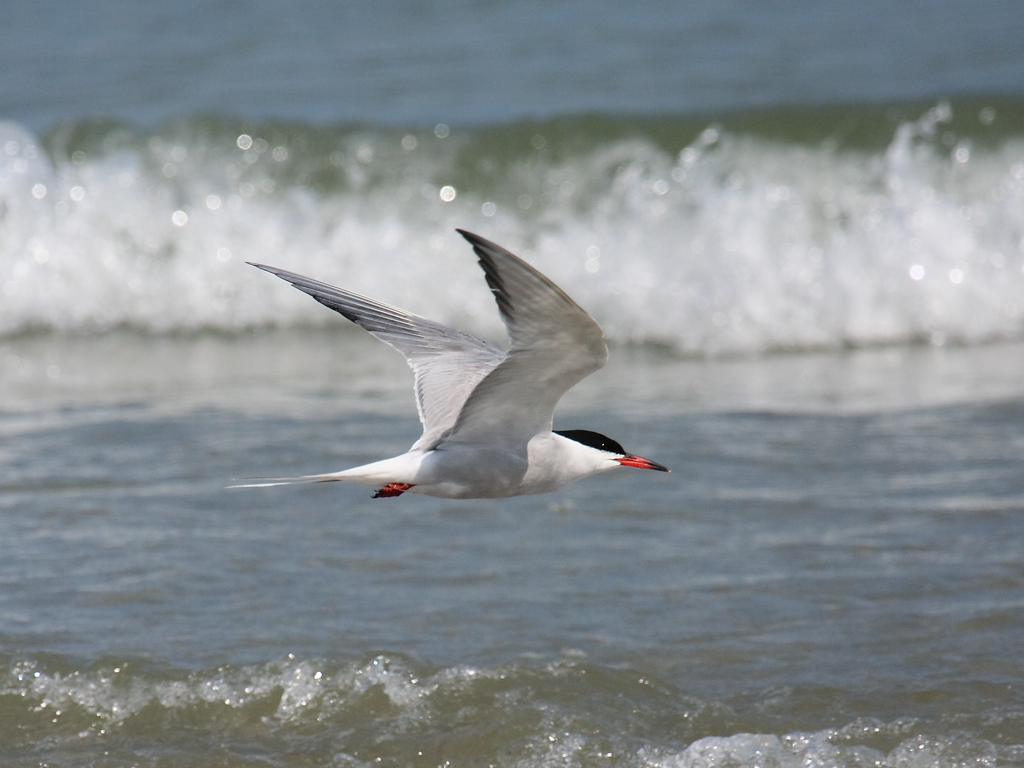
Sterne pierregarin.
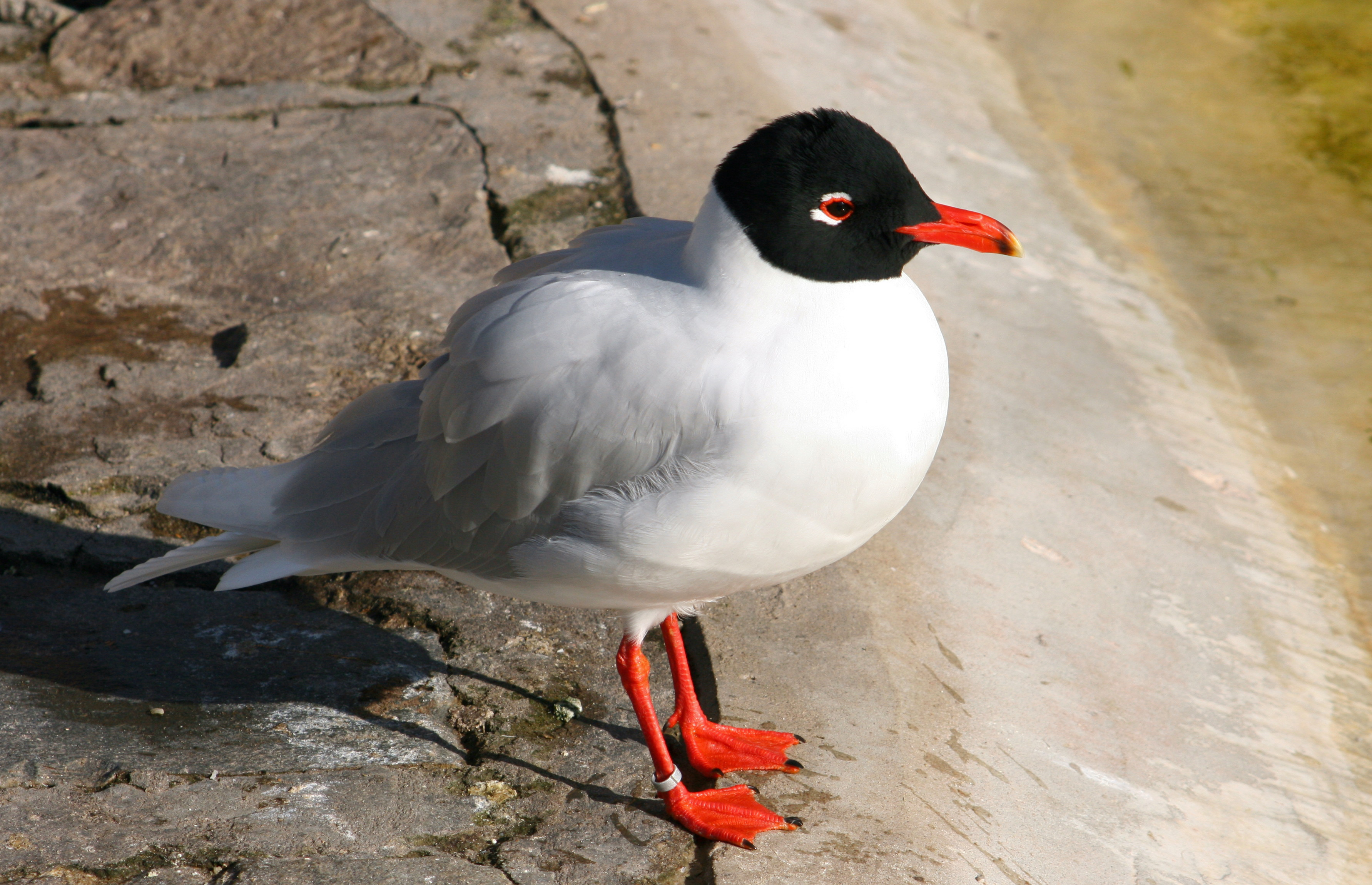
Mouette mélanocéphale.
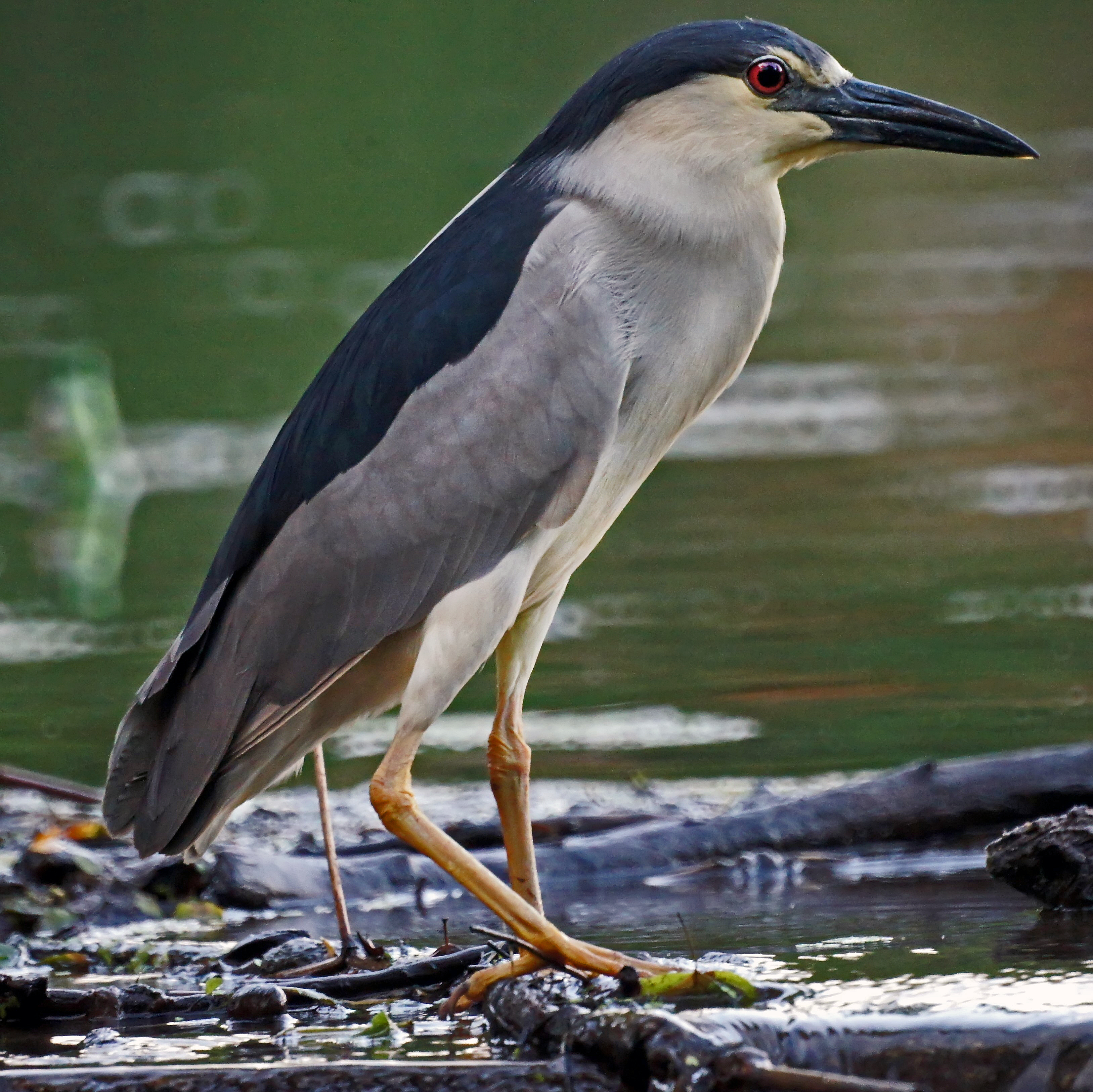
Bihoreau gris.
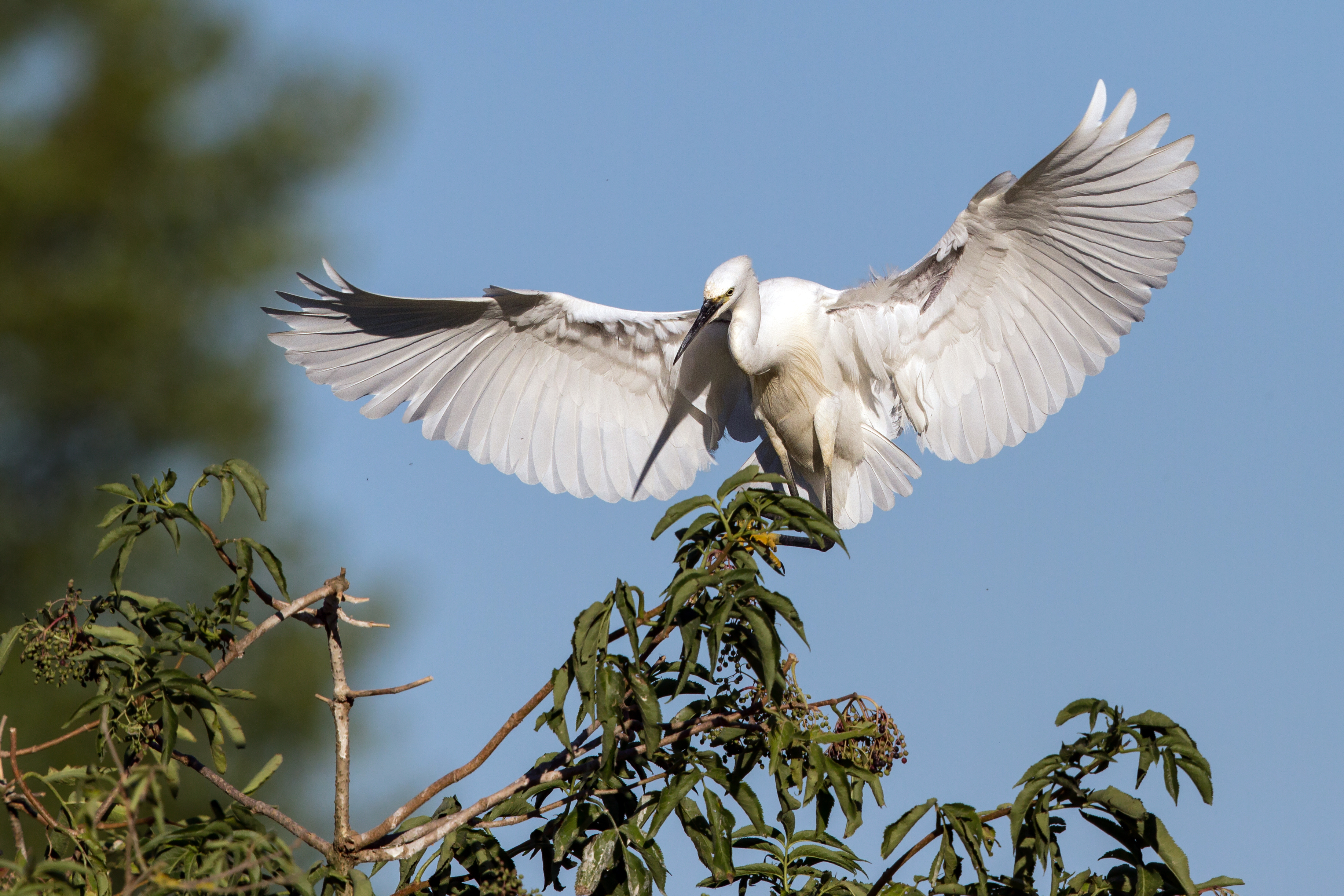
Aigrette garzette.
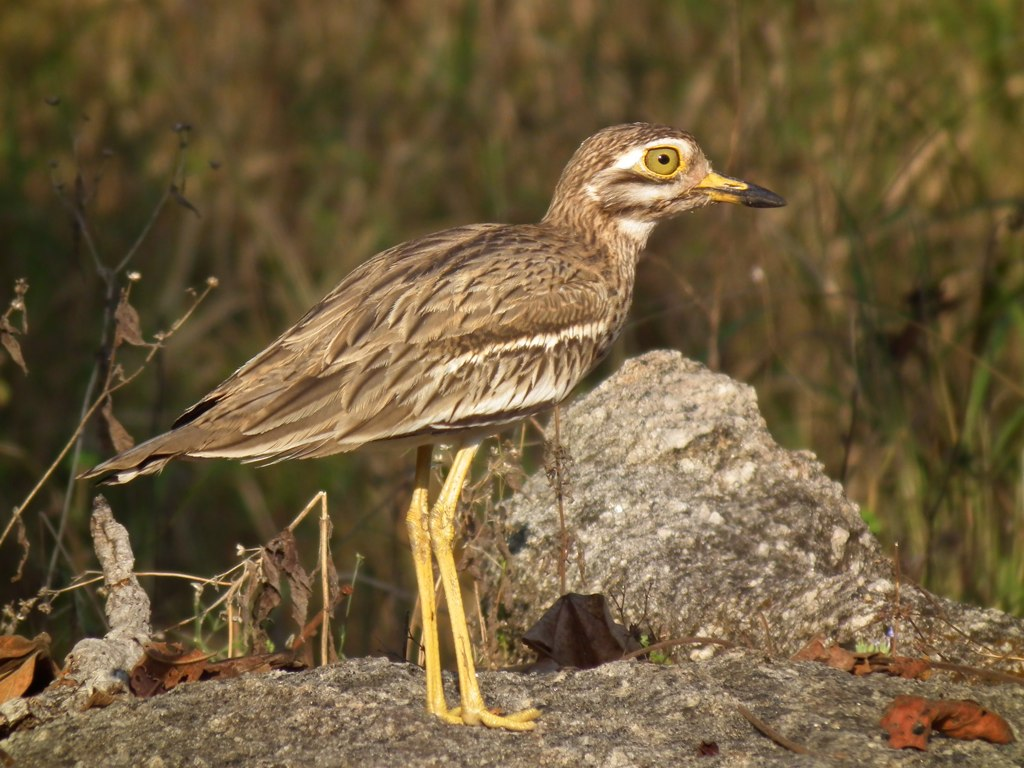
Œdicnème criard.
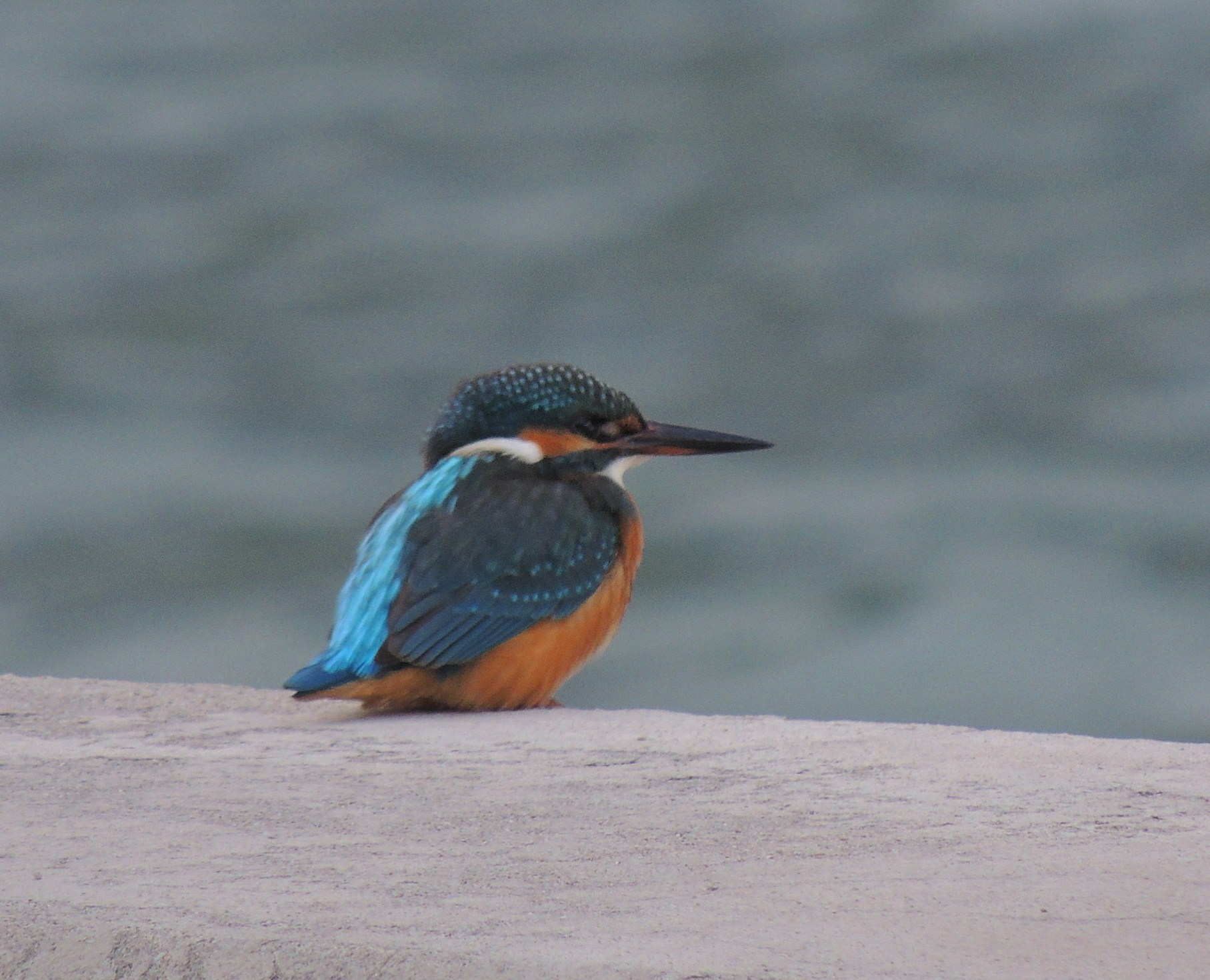
Martin-pêcheur d'Europe.

#### Zones nationales d'intérêt écologique, faunistique et floristique

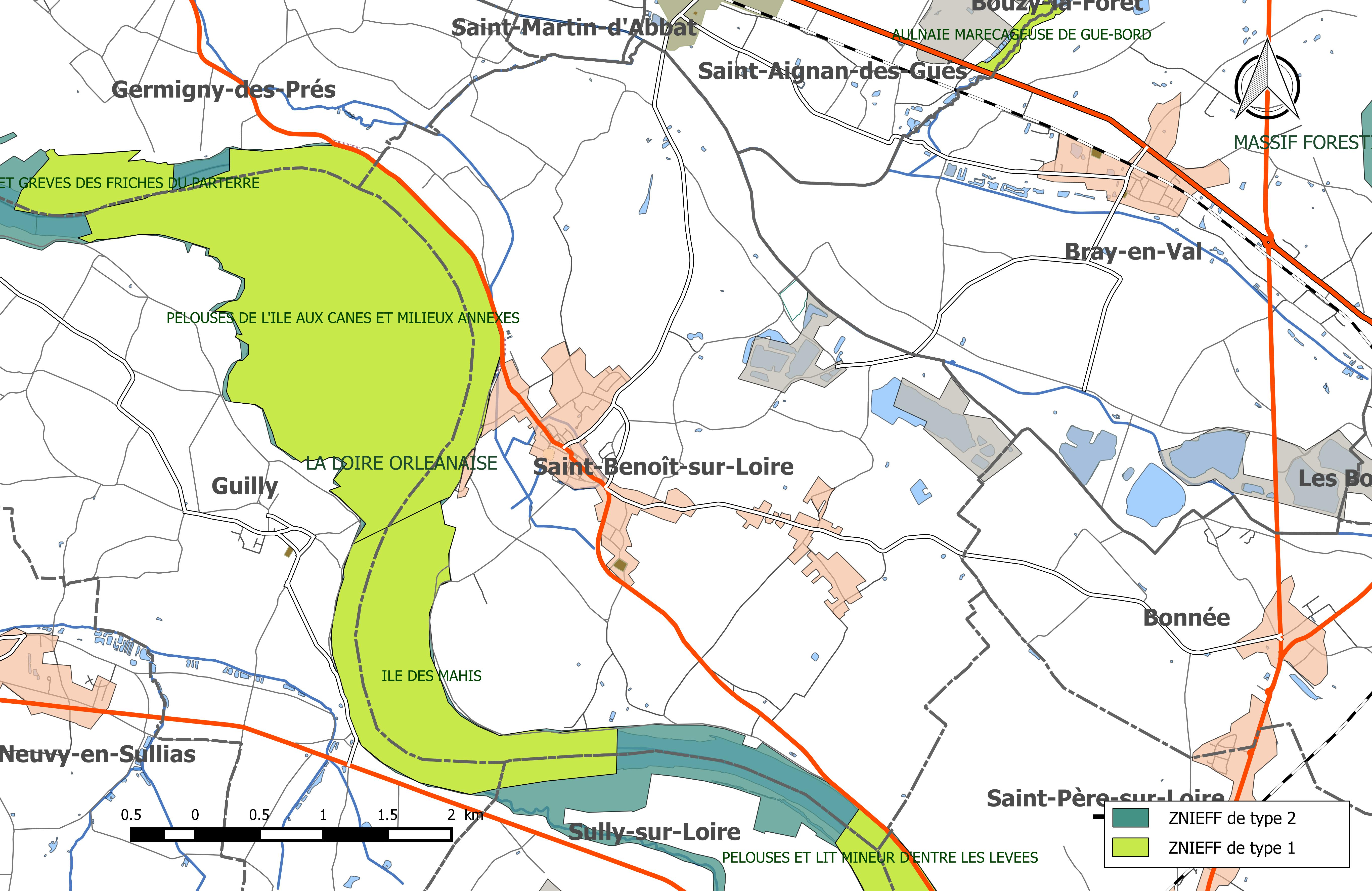
Carte des ZNIEFF de la commune et de ses abords.

L’inventaire des zones naturelles d'intérêt écologique, faunistique et floristique (ZNIEFF) a pour objectif de réaliser une couverture des zones les plus intéressantes sur le plan écologique, essentiellement dans la perspective d’améliorer la connaissance du patrimoine naturel national et de fournir aux différents décideurs un outil d’aide à la prise en compte de l’environnement dans l’aménagement du territoire. Le territoire communal de Saint-Benoît-sur-Loire comprend quatre ZNIEFF.
L'« Ile des Mahis », de type 1 et d'une superficie de 205 hectares, est une grande île stable du cours orléanais de la Loire. Elle est cartographiée depuis le XVe siècle. Elle se situe dans la courbe intérieure du méandre de Saint-Benoît-sur-Loire, lequel précède celui de Guilly. Elle se situe à environ un kilomètre du bourg de Saint-Benoît-sur-Loire et s'étend sur trois communes : Saint-Benoît-sur-Loire, Sully-sur-Loire et Guilly. Son altitude varie entre 107 et 115 m. Sur le plan floristique, l'intérêt de la zone est lié à la présence de plus de vingt espèces déterminantes, dont quatre protégées. Il s'agit de plantes caractéristiques des milieux ligériens et notamment des pelouses sableuses submersibles, qui constituent des habitats rares et localisés dans la région. Une famille de castor d'Europe est présente. Les vastes bancs de sable qui la longent côté grande Loire (Ouest) servent de reposoirs aux oiseaux migrateurs (anatidés, limicoles, laridés). Elle comporte également une petite héronnière et un petit dortoir de cormorans.
« La loire orléanaise », de type 2 et d'une superficie de 5 458 hectares, s'étend sur 37 communes, dont Dampierre-en-Burly, et se superpose pour la commune à la zone Natura 2000 de nom similaire. Elle correspond à la boucle septentrionale du fleuve. Son altitude varie entre 80 et 135 m. Elle se caractérise par un lit mineur largement occupé par des îles et grèves sableuses. Ces milieux soumis au marnage annuel recèlent de multiples habitats plus ou moins temporaires. C'est  pratiquement  la  seule  section  qui  présente  des  méandres. On  observe, sur  les  basses  terrasses, quelques  formations sablo-calcaires.
Les « Pelouses de l'île aux canes et milieux annexes », de type 1 et de 507,89 hectares, s'étendent sur trois communes : Germigny-des-Prés, Guilly et Saint-Benoît-sur-Loire. Localisé au nord-Ouest du bourg de Guilly, elle est constituée de dépôts alluviaux traversés par trois anciens bras temporaires orientés est/ouest. Ces "rios" sont susceptibles d'être mis en eau lors de crues importantes. Son altitude varie entre 108 et 111 m. Il s'agit d'un des hauts lieux de la vallée de la Loire, tant au niveau des espèces que de la morphodynamique du fleuve. C'est également l'un des sites naturels majeurs du département du Loiret et plus largement de la région Centre-Val de Loire. Onze espèces animales inscrites à l'annexe II de la Directive Habitats et cinq espèces d'oiseaux inscrites à l'annexe I de la Directive Oiseaux sont présentes. Le Castor d'Europe trouve ici un ensemble d'îles et îlots particulièrement propices, expliquant la présence de plusieurs familles très proches les unes des autres, formant la plus forte densité connue de cette espèce en région Centre-Val de Loire. Bien étudié depuis 1981, ce site est actuellement géré en partie par le Conservatoire du Patrimoine Naturel de la Région Centre.
Les « Pelouses et lit mineur d'entre les levées », de type 1 et de 162 hectares, s'étendent sur trois communes : Saint-Benoît-sur-Loire, Saint-Père-sur-Loire, et Sully-sur-Loire. Elle se situe à l'aval du pont ferroviaire. Son altitude varie entre 114 et 119 m. Le pied de levée de la rive droite est principalement composé de terrains acquis par le Conservatoire du Patrimoine Naturel de la région Centre sur près de 20 ha (boisements, fruticées, pelouses et prairies). Le reste de la zone, qui correspond au lit mineur de la Loire, comprend une île boisée et une étendue importante de grèves alluviales exondées lors de l'étiage. L'intérêt de cette ZNIEFF est essentiellement floristique et paysager, mais également faunistique. Les pelouses sablo-calcaires sont particulièrement riches avec plus de vingt espèces déterminantes, dont six protégées, parmi lesquelles : Lupinus angustifolius, Ranunculus monspeliacus, Spergula pentandra, Crypsis alopecuroides.

## Histoire

### Guerres de religion
La nouvelle du massacre de la Saint-Barthélemy atteint la ville le 25 août 1572, et le massacre des protestants est quasi total.

### Héraldique
Le blason utilisé par la commune est celui de l'abbaye de Fleury.

## Urbanisme

### Typologie
Au 1er janvier 2024, Saint-Benoît-sur-Loire est catégorisée bourg rural, selon la nouvelle grille communale de densité à sept niveaux définie par l'Insee en 2022.
Elle est située hors unité urbaine et hors attraction des villes,.

### Occupation des sols
L'occupation des sols de la commune, telle qu'elle ressort de la base de données européenne d’occupation biophysique des sols Corine Land Cover (CLC), est marquée par l'importance des territoires agricoles (76 % en 2018), en diminution par rapport à 1990 (82,4 %). La répartition détaillée en 2018 est la suivante : 
terres arables (67,2 %), eaux continentales (11,1 %), zones urbanisées (9,7 %), zones agricoles hétérogènes (8,4 %), forêts (2 %), espaces verts artificialisés, non agricoles (1,2 %), prairies (0,4 %).
L'évolution de l’occupation des sols de la commune et de ses infrastructures peut être observée sur les différentes représentations cartographiques du territoire : la carte de Cassini (XVIIIe siècle), la carte d'état-major (1820-1866) et les cartes ou photos aériennes de l'IGN pour la période actuelle (1950 à aujourd'hui).

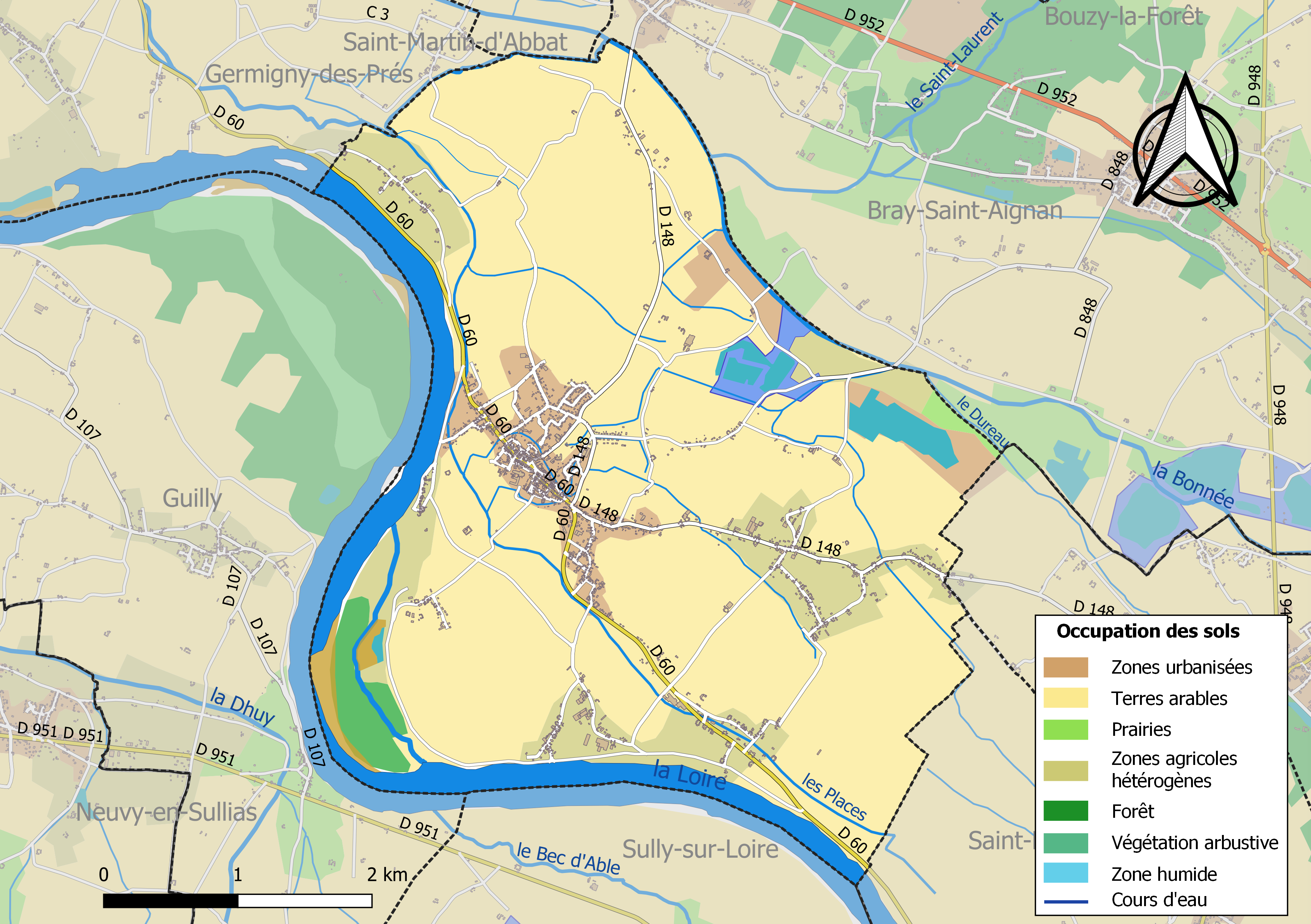
Carte des infrastructures et de l'occupation des sols de la commune en 2018 (CLC).
Carte orthophotographique de la commune en 2016.

### Planification

#### Plan local d'urbanisme
La commune prescrit l'élaboration d'un plan d'occupation des sols en décembre 1979. Le document est approuvé en juin 1985 puis révisé une première fois en juillet 1993 et une deuxième fois en février 1998. Une révision partielle est approuvée en décembre 2009.
La loi relative à la solidarité et au renouvellement urbains du 13 décembre 2000, dite loi SRU, complétée par la loi urbanisme et habitat du 2 juillet 2003, marque une évolution de la planification urbaine en créant notamment les plans locaux d’urbanisme (PLU), vecteurs de projets de territoire, appelés à se substituer progressivement aux plans d’occupation des sols. Le PLU contient deux éléments nouveaux par rapport au POS : le plan d'aménagement et de développement durable (PADD), qui exprime le projet de la ville par des orientations générales en matière d'urbanisme, de développement, d'équipement et de préservation de l'environnement et les orientations d'aménagement et de programmation (OAP) qui correspondent à des zooms qui peuvent porter sur des quartiers ou secteurs à mettre en valeur, réhabiliter, restructurer ou aménager, ou sur l'aménagement d'un espace public, etc. Dans ce cadre le conseil municipal prescrit la révision du Plan d’occupation des sols et sa transformation en plan local d'urbanisme le 17 octobre 2011,. En l'absence de PLU approuvé, c'est le POS de décembre 2009 qui est le document d'urbanisme de référence.

#### Documents d'orientations intercommunaux
La commune est membre du pays Forêt d'Orléans - Val de Loire, qui regroupe 32 communes. En 2012 les Pays Forêt d'Orléans Val de Loire, Loire Beauce et Sologne Val-sud sont les seuls territoires du département du Loiret ne disposant pas de schéma de cohérence territoriale (SCoT). Compte tenu  de l'intérêt de cet outil pour l'avenir des territoires, les élus de ces pays décident d'engager une démarche commune d'élaboration de SCoT. Le comité syndical du Pays Forêt d'Orléans - Val de Loire décide de prendre le 8 octobre 2015 la compétence « élaboration, gestion et suivi du Schéma de Cohérence Territoriale » et, après avis favorable conforme des différentes communes membres (le 15 décembre 2015 pour Saint-Benoît-sur-Loire), le préfet approuve la modification des statuts en ce sens le 19 février 2016. Les trois SCoT sont lancés officiellement et simultanément à La Ferté-Saint-Aubin le 21 juin 2014, l'assistance à maîtrise d'ouvrage étant confiée à un seul bureau d'études. Après étude et concertation de 2014 à 2017, le document doit être approuvé en 2018.

### Voies de communication et transports

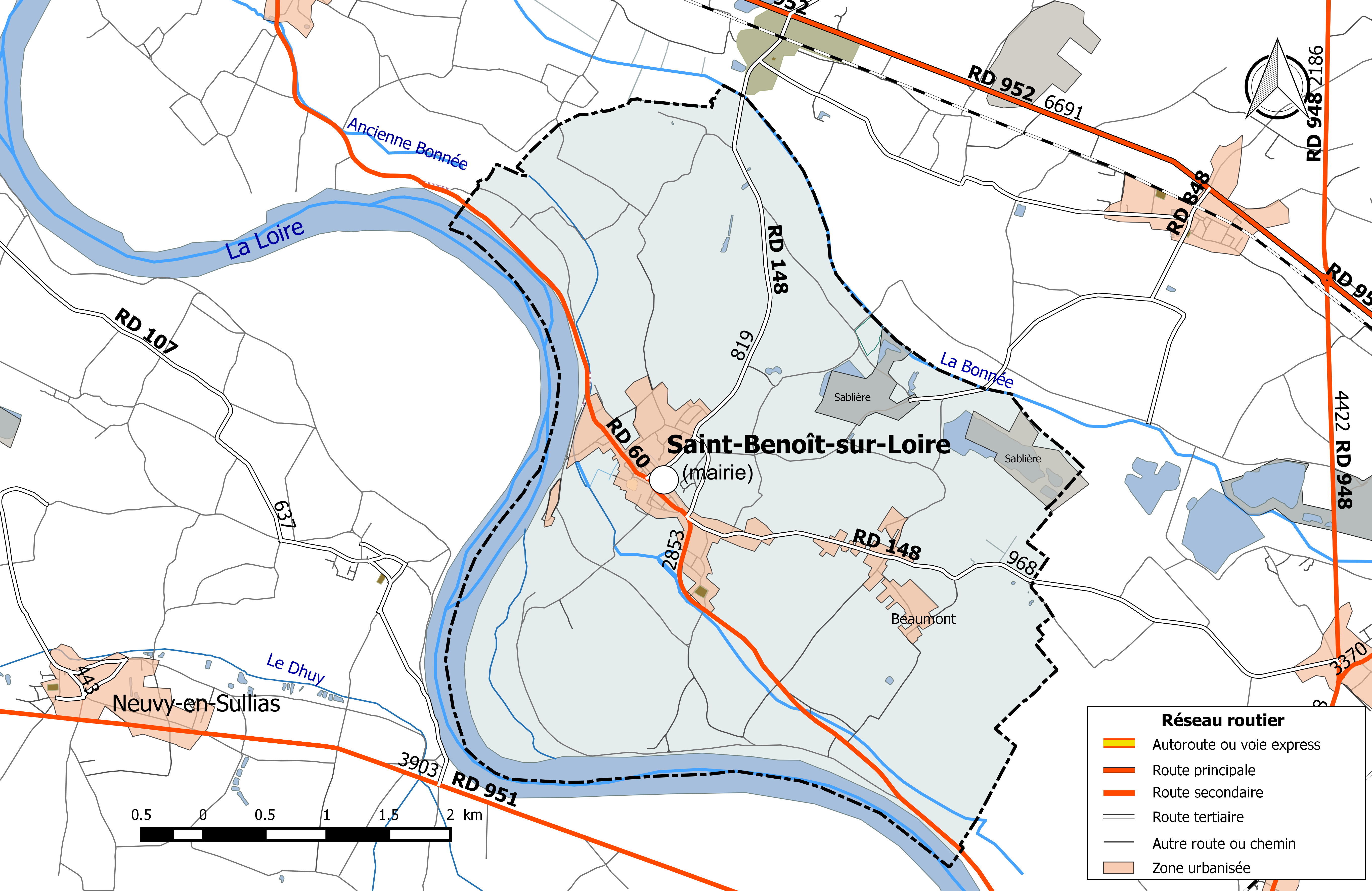
Réseau routier principal de la commune de Saint-Benoît-sur-Loire (avec indication du trafic routier 2014).

#### Infrastructures routières
La commune est traversée par deux routes départementales : la RD 60 (2 853 véhicules/jour en 2014), qui relie Saint-Père-sur-Loire à Châteauneuf-sur-Loire et est construite sur une levée de la Loire, et la RD 148 (968 véhicules/jour), qui relie Bonnée à Saint-Aignan-des-Gués. Complétant ces voies, la commune est sillonnée de plusieurs voies communales et chemins ruraux  desservant ses fermes et hameaux et les bourgs environnants.

#### Transports en commun
En 2016, la commune est desservie par la ligne 3 du réseau Ulys, le réseau interurbain de transport par autocar du Conseil départemental du Loiret qui relie Bonny-sur-Loire - Briare - Gien - Châteauneuf-sur-Loire - Orléans. Des correspondances SNCF sont assurées dans les gares d'Orléans et Gien. À compter du 1er janvier 2017, la compétence des services de transports routiers interurbains, réguliers et à la demande est transférée des départements aux régions, et donc localement du département du Loiret à la région Centre-Val de Loire, consécutivement à la loi NOTRe du 7 août 2015.

### Risques naturels et technologiques majeurs
La commune de Saint-Benoît-sur-Loire est vulnérable à différents aléas naturels : inondations (par débordement de la Loire ou de ruisseaux), climatiques (hiver exceptionnel ou canicule), mouvements de terrains ou sismique. Elle est également exposée à un risque technologique : le transport de matières dangereuses avec la présence d'une canalisation de gaz à haute pression enterrée.
Entre 1999 et 2021, deux arrêtés ministériels portant ou ayant porté reconnaissance de catastrophe naturelle ont été pris pour le territoire de la commune de Saint-Benoît-sur-Loire pour des inondations et coulées de boue.

#### Risque d'inondation

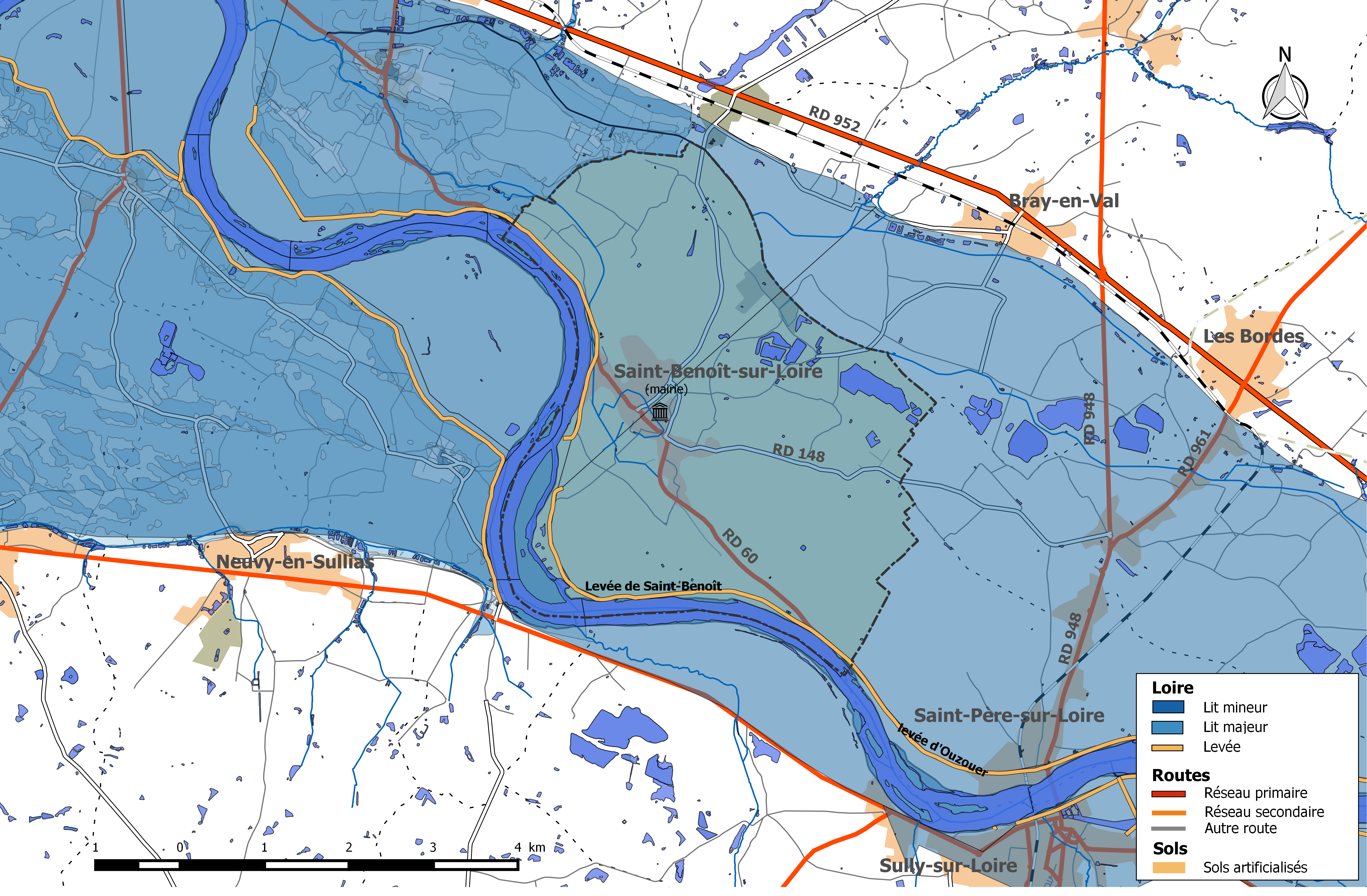
Zone inondable de la commune de Saint-Benoît-sur-Loire.

La Loire est à l'origine des dégâts les plus importants sur la commune en cas de crue majeure. Les crues historiques sont celles de 1846, 1856, 1866 et 1907. Aucune crue n'a atteint depuis 1907 les hauteurs atteintes lors de ces événements catastrophiques.
Le val d’Ouzouer, s’étendant sur 22 km de longueur, d'Ouzouer-sur-Loire à Châteauneuf-sur-Loire, est protégé par une levée de 22 km de long ouverte à l’aval sur 1,5 km au débouché de la Bonnée. Cette levée n'est pas submersible pour des crues du type de celle de 1856. Elle a été renforcée dans les années 2000 sur presque toute sa longueur par la mise en place d’un « masque drainant » du côté du  val. À l’amont, un déversoir, dénommé déversoir d'Ouzouer, a été construit en 1886 à l'endroit où s'étaient produites des brèches lors des grandes crues de 1846, 1856 et 1866. Il a une longueur totale de 878 m dont 800 m au niveau du seuil. Il est  surélevé d'un cordon de terre (banquette fusible) d’une hauteur de 1,20 mètre environ. Le val est exposé au risque d’inondation,:
- Par remous de la Loire dans la Bonnée : dès la crue de premiers dommages (5,30 m à l’échelle de Gien), celui-ci remonte jusqu’au niveau de Germigny-des-Prés.
- Par dépassement des digues si elles résistent à la pression des eaux jusqu’à ce qu’elles soient dépassées : le val d’Ouzouer est le premier val endigué de l’Orléanais à être dépassé par la Loire, dès la crue de premières surverses (6,3 m à Gien), qui provoque des brèches dans la digue, alors que le déversoir ne fonctionne pas. Celui-ci est sollicité seulement pour une crue exceptionnelle, alors que le système d’endiguement est déjà détruit.
- Par rupture des digues, avant leur dépassement : le val d’Ouzouer peut également être inondé avant la crue de première surverse, en cas de défaillance des digues. Deux principales zones de défaillance sont mises en évidence (secteurs des Prouteaux et de Saint-Benoit) et permettent de considérer que le risque de rupture n'est plus négligeable au-delà d'une crue de période de retour 20 ans (environ 5,1 m à l'échelle de Gien).

Le risque d'inondation est pris en compte dans l'aménagement du territoire de la commune par le biais du Plan de prévention du risque inondation (PPRI) du val de Sully approuvé le 8 octobre 2001 et pour lequel une révision a été prescrite le 15 mars 2016. Le territoire de la commune est entièrement en zone inondable.
Deux documents permettent de définir les modalités de gestion de crise et d'organisation des secours : au niveau départemental, le Dispositif ORSEC départemental spécialisé déclenché en cas d'inondation de la Loire, le plan ORSIL, et au niveau communal le plan communal de sauvegarde.

#### Risque de mouvements de terrain
Le territoire de la commune peut être concerné par un risque d'effondrement de cavités souterraines non connues. Une cartographie départementale de l'inventaire des cavités souterraines et des désordres de surface a été réalisée. Il a été recensé sur la commune plusieurs effondrements de cavités.
Par ailleurs, le sol du territoire communal peut faire l'objet de mouvements de terrain liés à la sécheresse. Le phénomène de retrait-gonflement des argiles est la conséquence d'un changement d'humidité des sols argileux. Les argiles sont capables de fixer l'eau disponible mais aussi de la perdre en se rétractant en cas de sécheresse. Ce phénomène peut provoquer des dégâts très importants sur les constructions (fissures, déformations des ouvertures) pouvant rendre inhabitables certains locaux. Celui-ci a particulièrement affecté le Loiret après la canicule de l'été 2003. Le territoire de la commune est soumis à un aléa « faible » face à ce risque, selon l'échelle définie par le Bureau de recherches géologiques et minières (BRGM).

#### Risque sismique
La totalité du département est classée en zone de sismicité « très faible ». À ce titre aucune réglementation spécifique ne s'applique aux constructions dites « à risque normal ».

## Politique et administration

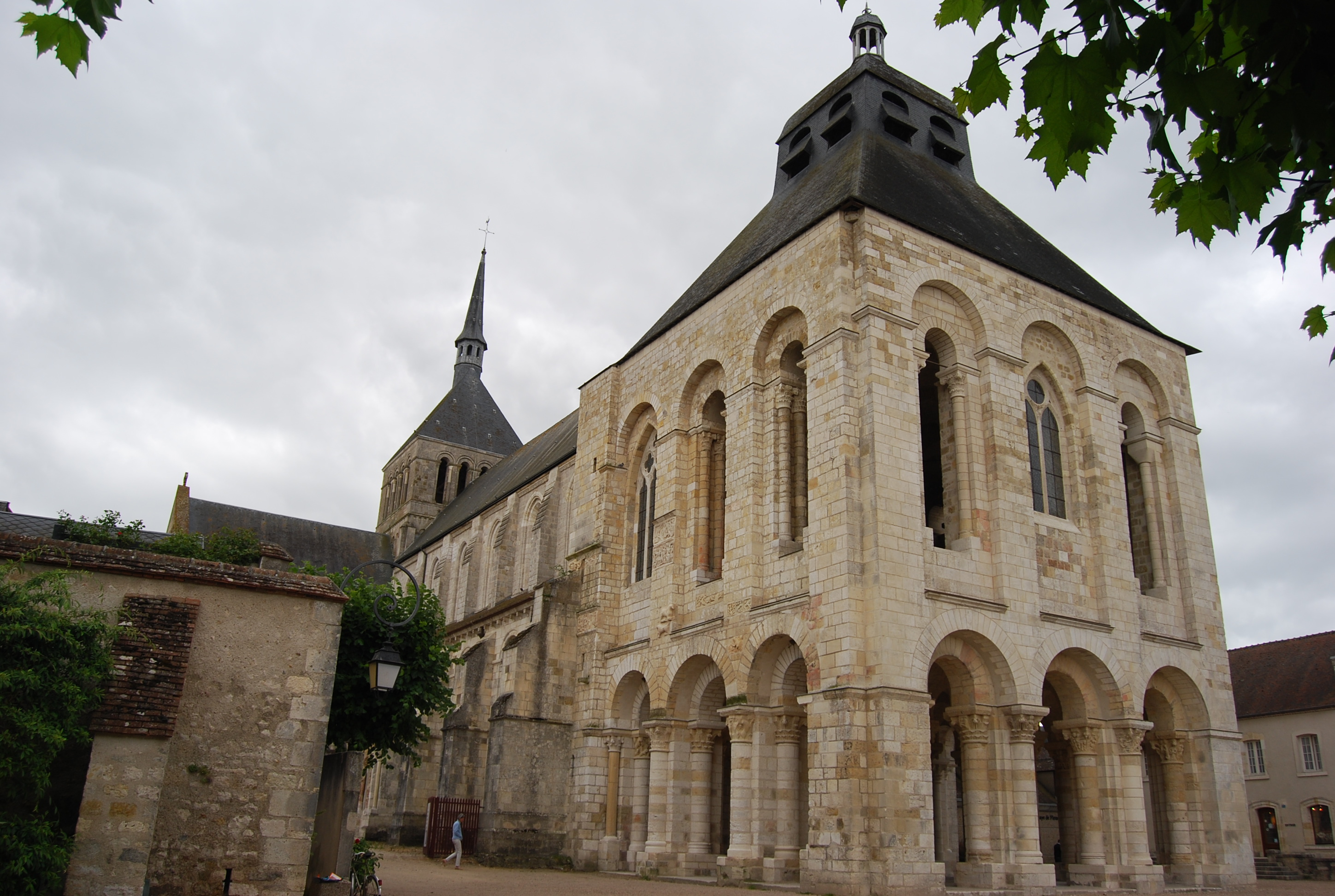
L'abbaye de Saint-Benoît-sur-Loire.

### Découpage territorial

#### Bloc communal: commune et intercommunalités
La paroisse de Saint Benoit acquiert le statut de municipalité avec le  décret du 12 novembre 1789 de l'Assemblée Nationale puis celui de « commune », au sens de l'administration territoriale actuelle, par le décret de la Convention nationale du 10 brumaire an II (31 octobre 1793). Il faut toutefois attendre la loi du 5 avril 1884 sur l'organisation municipale pour qu'un régime juridique uniforme soit défini pour toutes les communes de France, point de départ de l’affirmation progressive des communes face au pouvoir central.
Aucun événement de restructuration majeure du territoire, de type suppression, cession ou réception de territoire, n'a affecté la commune depuis sa création.
La commune est membre de la communauté de communes du Canton d’Ouzouer-sur-Loire depuis sa création le 18 décembre 2002. Cette intercommunalité est renommée communauté de communes du Val d'Or et Forêt par arrêté préfectoral du 18 mai 2004. Depuis le 1er janvier 2017, la commune est membre de la communauté de communes du Val de Sully, issue de la fusion des communautés de communes du Sullias et de Val d'Or et Forêt, ainsi que du rattachement de la commune de Vannes-sur-Cosson .

#### Circonscriptions de rattachement
Sous l'Ancien Régime, à la veille des États généraux de 1789, la paroisse de Saint Benoit était rattachée sur le plan ecclésiastique à l'ancien diocèse d'Orléans, sur le plan judiciaire au bailliage d'Orléans , sur le plan militaire au gouvernement d'Orléans et sur le plan administratif à la généralité d'Orléans, élection d'Orléans.
La loi du 22 décembre 1789 divise le pays en 83 départements découpés chacun en six à neuf districts eux-mêmes découpés en cantons regroupant des communes. Les districts, tout comme les départements, sont le siège d’une administration d’État et constituent à ce titre des circonscriptions administratives. La commune de Saint Benoit est alors incluse dans le canton de Saint Benoit, le district de Gien et le département du Loiret.
La recherche d’un équilibre entre la volonté d’organiser une administration dont les cadres permettent l’exécution et le contrôle des lois d’une part, et la volonté d’accorder une certaine autonomie aux collectivités de base (paroisses, bourgs, villes) d’autre part, s’étale de 1789 à 1838. Les découpages territoriaux évoluent ensuite au gré des réformes visant à décentraliser ou recentraliser l'action de l'État. La régionalisation fonctionnelle des services de l'État (1945-1971) aboutit à la création de régions. L'acte I de la décentralisation de 1982-1983 constitue une étape importante en donnant l'autonomie aux collectivités territoriales, régions, départements et communes. L'acte II intervient en 2003-2006, puis l'acte III en 2012-2015.
Le tableau suivant présente les rattachements, au niveau infra-départemental, de la commune de Saint-Benoît-sur-Loire aux différentes circonscriptions administratives et électorales ainsi que l'historique de l'évolution de leurs territoires.
| Circonscription             | Nom                | Période   | Type                         | Évolution du découpage territorial |
| --------------------------- | ------------------ | --------- | ---------------------------- | --- |
| District                    | Gien               | 1790-1795 | Administrative               | La commune est rattachée au district de Gien de 1790 à 1795,. La Constitution du 5 fructidor an III, appliquée à partir de vendémiaire an IV (1795) supprime les districts, rouages administratifs liés à la Terreur, mais maintient les cantons qui acquièrent dès lors plus d'importance. |
| Canton                      | Saint Benoit       | 1790-1801 | Administrative et électorale | Le 10 février 1790, la municipalité de Saint Benoit est rattachée au canton de Saint Benoit,. Les cantons sont supprimés, en tant que découpage administratif, par une loi du 26 juin 1793, et ne conservent qu'un rôle électoral. Ils permettent l’élection des électeurs du second degré chargés de désigner les députés. Les cantons acquièrent une fonction administrative avec la disparition des districts en 1795. |
| Canton                      | Ouzouer-sur-Loire  | 1801-2015 | Administrative et électorale | Sous le Consulat, un redécoupage territorial visant à réduire le nombre de justices de paix ramène le nombre de cantons dans le Loiret de 59 à 31. Saint Benoit est alors rattachée par arrêté du 9 vendémiaire an X (30 septembre 1801) au canton d'Ouzouer-sur-Loire, sous le nom de Saint-Benoît-sur-Loire,. |
| Canton                      | Sully-sur-Loire    | 2015-     | Électorale                   | La loi du 17 mai 2013 et ses décrets d'application publiés en février et mars 2014 introduisent un nouveau découpage territorial pour les élections départementales. La commune est alors rattachée au nouveau canton de Sully-sur-Loire. Depuis cette réforme, plus aucun service de l'État n'exerce sa compétence sur un territoire s'appuyant sur le nouveau découpage cantonal. Le canton a disparu en tant que circonscription administrative de l'État ; il est désormais uniquement une circonscription électorale dédiée à l'élection d'un binôme de conseillers départementaux siégeant au conseil départemental. |
| Arrondissement              | Gien               | 1801-1926 | Administrative               | Saint-Benoît-sur-Loire est rattachée à l'arrondissement de Gien par arrêté du 9 vendémiaire an X (30 septembre 1801),. |
| Arrondissement              | Orléans            | 1926-     | Administrative               | Sous la Troisième République, en raison d'un endettement considérable et de l'effort nécessaire pour la reconstruction post-Première Guerre mondiale, la France traverse une crise financière. Pour réduire les dépenses de l’État, Raymond Poincaré fait voter plusieurs décrets-lois réformant en profondeur l’administration française : 106 arrondissements sont ainsi supprimés, dont ceux de Gien et de Pithiviers dans le Loiret par décret du 10 septembre 1926. Saint-Benoît-sur-Loire est ainsi transférée de l'arrondissement de Gien à celui d'Orléans,.                                                       |
| Circonscription législative | 3e circonscription | 2010-     | Électorale                   | Lors du découpage législatif de 1986, le nombre de circonscriptions législatives passe dans le Loiret de 4 à 5. Un nouveau redécoupage intervient en 2010 avec la loi du 23 février 2010. En attribuant un siège de député « par tranche » de 125 000 habitants, le nombre de circonscriptions par département varie désormais de 1 à 21,. Dans le Loiret, le nombre de circonscriptions passe de cinq à six. La réforme n'affecte pas Saint-Benoît-sur-Loire qui reste rattachée à la troisième circonscription. |

#### Collectivités de rattachement
La commune de Saint-Benoît-sur-Loire est rattachée au département du Loiret et à la région Centre-Val de Loire, à la fois circonscriptions administratives de l'État et collectivités territoriales.

### Politique et administration municipales

#### Conseil municipal et maire

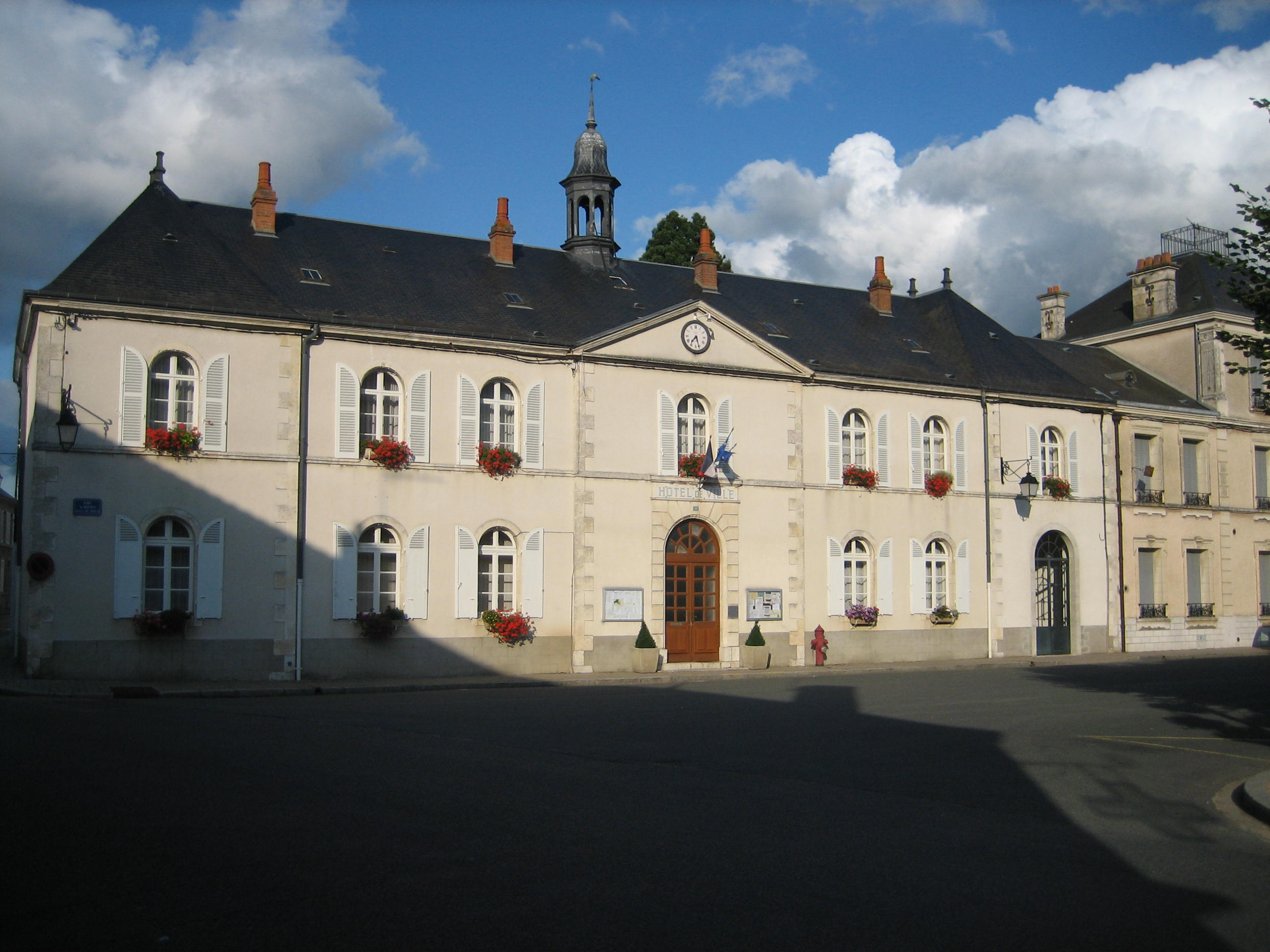
La mairie.

Depuis les élections municipales de 2014, le conseil municipal  de Saint-Benoît-sur-Loire, commune de plus de 1 000 habitants, est élu au scrutin proportionnel de liste à deux tours (sans aucune modification possible de la liste), pour un mandat de six ans renouvelable. Il est composé de 19 membres. L'exécutif communal est constitué par le maire, élu par le conseil municipal, parmi ses membres, pour un mandat de six ans, c'est-à-dire pour la durée du mandat du conseil. Gilles Burgevin est maire depuis 2014.
| Période                                  | Période           | Identité           | Étiquette                      | Qualité                                                                                               |
| ---------------------------------------- | ----------------- | ------------------ | ------------------------------ | --- |
| mai 1884                                 | mai 1888          | Stanislas Marchon  |                                | |
| mai 1888                                 | août 1889         | Sébastien Sallé    |                                | |
| août 1889                                | mai 1892          | Paul Muzet         |                                | |
| mai 1892                                 | mai 1912          | Ulysse Persillard  |                                | |
| mai 1912                                 | septembre 1919    | Célestin Pelletier |                                | |
| décembre 1919                            | juillet 1936      | Eugène Marchand    | Radical                        | Conseiller général du canton d'Ouzouer-sur-Loire (1919-1937)                                          |
| juillet 1936                             | mai 1943          | Daniel Lelong      | Radical                        | Conseiller général du canton d'Ouzouer-sur-Loire (1937-1940)                                          |
| mai 1943                                 | mai 1945          | Joseph Rouet       |                                | |
| mai 1945                                 | février 1979      | Gaston Girard      | DVD puis UNR puis UDR puis RPR | Agriculteur Député du Loiret (1973-1981) Conseiller général du canton d'Ouzouer-sur-Loire (1945-1982) |
| février 1979                             | septembre 1990    | Robert Souesme     | DVD                            | Conseiller général du canton d'Ouzouer-sur-Loire (1982-1990)                                          |
| septembre 1990                           | août 1994 (décès) | Jacques Delaval    |                                | |
| septembre 1994                           | juin 1995         | François Moreau    |                                | |
| juin 1995                                | mars 2008         | Jean Goyet         |                                | |
| mars 2008                                | mars 2014         | Gilbert Coutellier |                                | |
| mars 2014                                | En cours          | Gilles Burgevin,   |                                | Ancien ouvrier                                                                                        |
| Les données manquantes sont à compléter. |                   |                    |                                | |

## Équipements et services

### Environnement

#### Gestion des déchets
En  2016, la commune est membre du SICTOM de la région de Châteauneuf-sur-Loire, créé en 1976. Celui-ci assure la collecte et le traitement des ordures ménagères résiduelles, des emballages ménagers recyclables  et des encombrants en porte à porte et du verre en points d’apport volontaire. Un réseau de dix déchetteries accueille les encombrants et autres déchets spécifiques (déchets verts, déchets dangereux, gravats, ferraille, cartons…). La déchèterie la plus proche est située sur la commune de Saint-Aignan-des-Gués. L'élimination et la valorisation énergétique des déchets ménagers et de ceux issus de la collecte sélective sont effectuées par le SYCTOM de Gien-Châteauneuf-sur-Loire qui comprend un centre de transfert de déchets ménagers et un centre de stockage de déchets ultimes (CSDU) de classe II à Saint-Aignan-des-Gués ainsi qu'une usine d’incinération des ordures ménagères à Gien-Arrabloy.
Depuis le 1er janvier 2017, la « gestion des déchets ménagers » ne fait plus partie des compétences de la commune mais est une compétence obligatoire de la communauté de communes du Val de Sully en application de la loi NOTRe du 7 août 2015.

#### Production et distribution d'eau
Le service public d’eau potable est une compétence obligatoire des communes depuis l’adoption de la loi du 30 décembre 2006 sur l’eau et les milieux aquatiques. Au 31 décembre 2016, la production et la distribution de l'eau potable sur le territoire communal sont assurées par la commune elle-même. En 2015, 154 004 m3 d'eaux brutes ont été prélevés en nappe pour 1 100 abonnés par le biais de deux forages.
La loi NOTRe du 7 août 2015 prévoit que le transfert des compétences « eau et assainissement » vers les communautés de communes sera obligatoire à compter du 1er janvier 2020. Le transfert d’une compétence entraîne  de  facto la mise à disposition gratuite de plein droit des biens, équipements et services publics utilisés, à la date du transfert, pour l'exercice de ces compétences et la substitution de la communauté dans les droits et obligations des communes,.

#### Assainissement
La compétence assainissement, qui recouvre obligatoirement la collecte, le transport et l’épuration des eaux usées, l’élimination des boues produites, ainsi que le contrôle des raccordements aux réseaux publics de collecte, est assurée  par la commune elle-même.
La commune est raccordée à une station d'épuration située sur le territoire communal, mise en service le 1er juillet 2006 et dont la capacité nominale de traitement est de  1 550 EH, soit 285 m3/jour. Cet équipement utilise un procédé d'épuration biologique dit « à boues activées ». Son exploitation est assurée en 2017 par la SAUR,.
L’assainissement non collectif (ANC) désigne les installations individuelles de traitement des eaux domestiques qui ne sont pas desservies par un réseau public de collecte des eaux usées et qui doivent en conséquence traiter elles-mêmes leurs eaux usées avant de les rejeter dans le milieu naturel. Depuis le 1er janvier 2017, la communauté de communes du Val de Sully, issue de la fusion des communautés de communes  du Sullias et de Val d'Or et Forêt, ainsi que du rattachement de la commune de Vannes-sur-Cosson , assure le service public d'assainissement non collectif (SPANC). Celui-ci a pour mission de vérifier la bonne exécution des travaux de réalisation et de réhabilitation, ainsi que le bon fonctionnement et l’entretien des installations,

## Population et société

### Démographie
L'évolution du nombre d'habitants est connue à travers les recensements de la population effectués dans la commune depuis 1793. Pour les communes de moins de 10 000 habitants, une enquête de recensement portant sur toute la population est réalisée tous les cinq ans, les populations de référence des années intermédiaires étant quant à elles estimées par interpolation ou extrapolation. Pour la commune, le premier recensement exhaustif entrant dans le cadre du nouveau dispositif a été réalisé en 2008.
En 2022, la commune comptait 1 993 habitants, en évolution de −2,5 % par rapport à 2016 (Loiret : +1,89 %, France hors Mayotte : +2,11 %).
| 1793  | 1800  | 1806  | 1821  | 1831  | 1836  | 1841  | 1846  | 1851  |
| ----- | ----- | ----- | ----- | ----- | ----- | ----- | ----- | ----- |
| 1 547 | 1 620 | 1 546 | 1 492 | 1 540 | 1 604 | 1 626 | 1 654 | 1 653 |

| 1856  | 1861  | 1866  | 1872  | 1876  | 1881  | 1886  | 1891  | 1896  |
| ----- | ----- | ----- | ----- | ----- | ----- | ----- | ----- | ----- |
| 1 674 | 1 683 | 1 648 | 1 579 | 1 585 | 1 584 | 1 560 | 1 548 | 1 485 |

| 1901  | 1906  | 1911  | 1921  | 1926  | 1931  | 1936  | 1946  | 1954  |
| ----- | ----- | ----- | ----- | ----- | ----- | ----- | ----- | ----- |
| 1 471 | 1 442 | 1 400 | 1 318 | 1 315 | 1 284 | 1 322 | 1 323 | 1 308 |

| 1962  | 1968  | 1975  | 1982  | 1990  | 1999  | 2006  | 2008  | 2013  |
| ----- | ----- | ----- | ----- | ----- | ----- | ----- | ----- | ----- |
| 1 440 | 1 597 | 1 790 | 1 925 | 1 880 | 1 876 | 1 972 | 1 999 | 2 066 |

| 2018  | 2022  | - | - | - | - | - | - | - |
| ----- | ----- | - | - | - | - | - | - | - |
| 2 017 | 1 993 | - | - | - | - | - | - | - |

## Culture locale et patrimoine

### Lieux et monuments

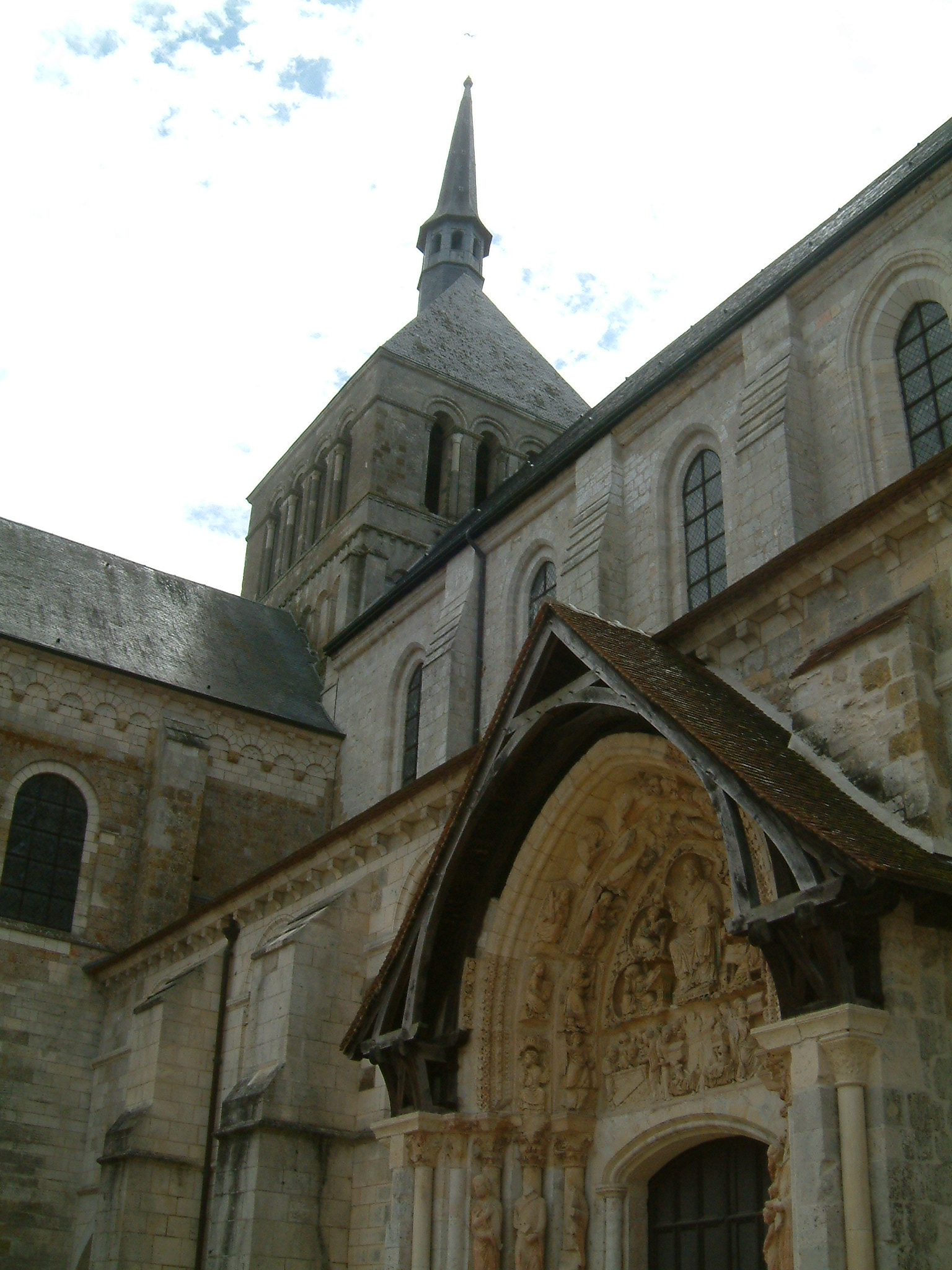
L'abbaye.

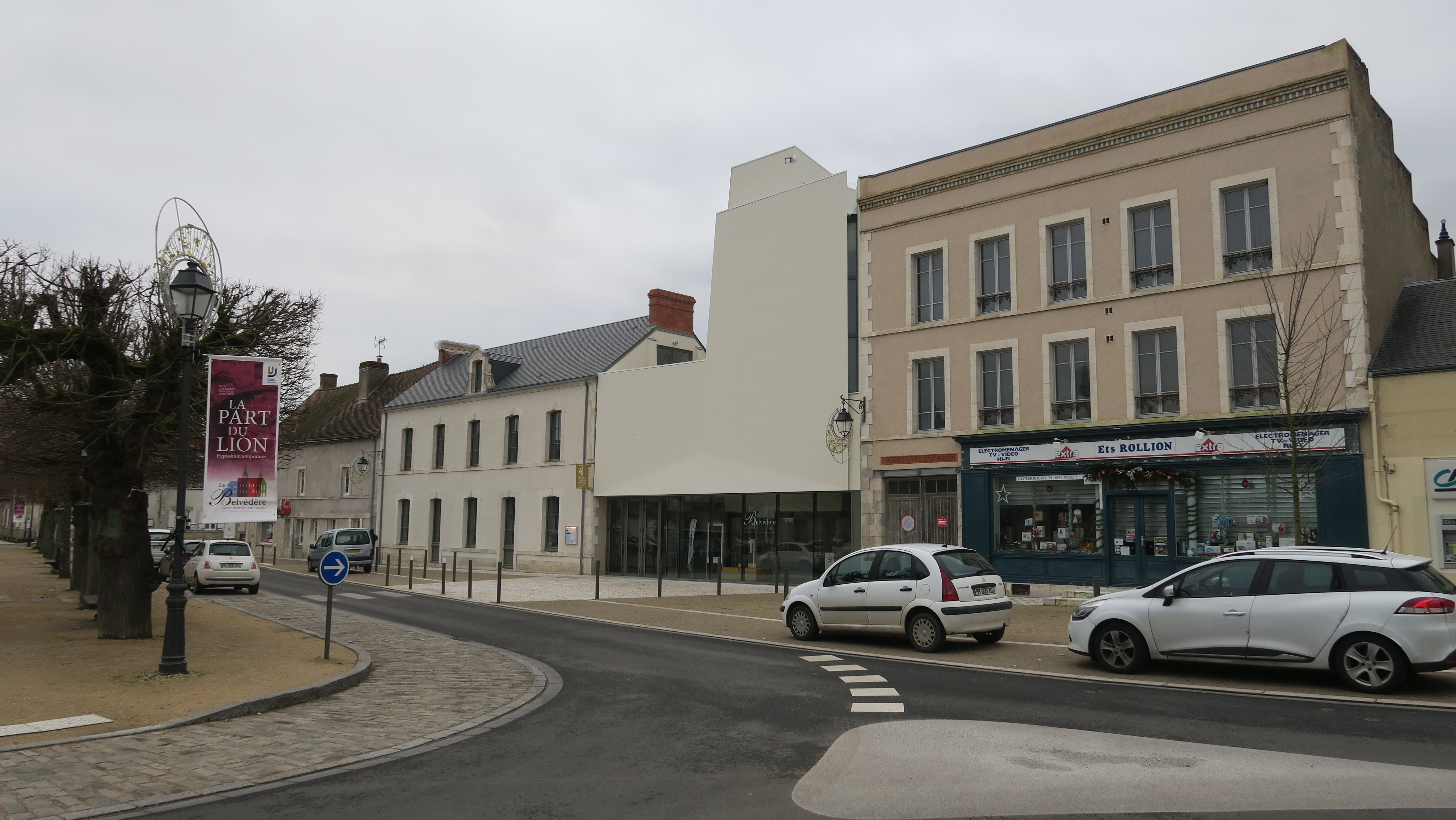
Le Belvédère sur la place du Matroi

- La basilique de Saint-Benoît-sur-Loire, qui était à l'origine l'église abbatiale de l'abbaye de Fleury, est classée Monument historique depuis 1840[106]. Elle fut construite à partir de 1067 ; le monastère reconstruit à ses côtés à partir de 1944 abrite aujourd'hui une communauté monastique ;
- L'église abbatiale renferme le gisant de Philippe Ier (1052-1108), roi de France (1060-1108) ; dans la crypte sont conservées les reliques de saint Benoît de Nursie mort au monastère du Mont Cassin en 547. Les reliques ont été rapportées au bord de la Loire à la fin du VIIe siècle.
- Le Belvédère, centre d'interprétation de l'abbaye de Fleury, ouvert en novembre 2019[107] ;
- La boutique de l'artisanat monastique ;
- Une maison du bourg, datant du XIIIe siècle est classé Monument historique depuis 1906[108] ;
- La maison Max Jacob : exposition permanente consacrée à l'artiste, à l'office de tourisme ;
- La tombe de Max Jacob. Le corps du poète fut transféré, conformément à sa volonté, de Drancy à Saint-Benoît-sur-Loire en 1949. En 1950, le sculpteur René Iché accepta qu'on utilise le portrait de Max Jacob qu'il avait réalisé en 1935 pour orner la tombe de son ami ;
- Le hameau du port[109] ;
- La levée de la Loire traverse le territoire de la commune ;
- La commune est située dans la zone de protection spéciale vallée de la Loire du Loiret du réseau Natura 2000[110].

### Sites et paysages remarquables
Le 30 novembre 2000, le Val de Loire, dans son cours moyen de Sully-sur-Loire (Loiret) à Chalonnes-sur-Loire (Maine-et-Loire), est inscrit sur la Liste du patrimoine mondial de l'organisation des Nations unies pour l'éducation, la science et la culture (UNESCO) comme « paysage culturel ». Cette inscription reconnaît au site une « valeur universelle exceptionnelle » fondée sur la densité de son patrimoine monumental, architectural et urbain, l'intérêt du paysage fluvial et la qualité exceptionnelle d’expressions paysagères héritées de la Renaissance et du Siècle des Lumières. Toute altération de la V.U.E. est considérée comme une perte pour la mémoire de l’Humanité. Le préfet de la région Centre, préfet coordonnateur, approuve le plan de gestion pour le Val de Loire patrimoine mondial par arrêté en date du 15 novembre 2012. Trente-cinq communes du Loiret sont concernées, dont Saint-Benoît-sur-Loire qui a une frange de son territoire inscrite et le reste en zone tampon.

### Personnalités liées à la commune
- En 1108, Philippe Ier, le père de Louis VI le Gros meurt à Melun, et suivant sa dernière volonté, est inhumé en l'église abbatiale de Saint-Benoît-sur-Loire

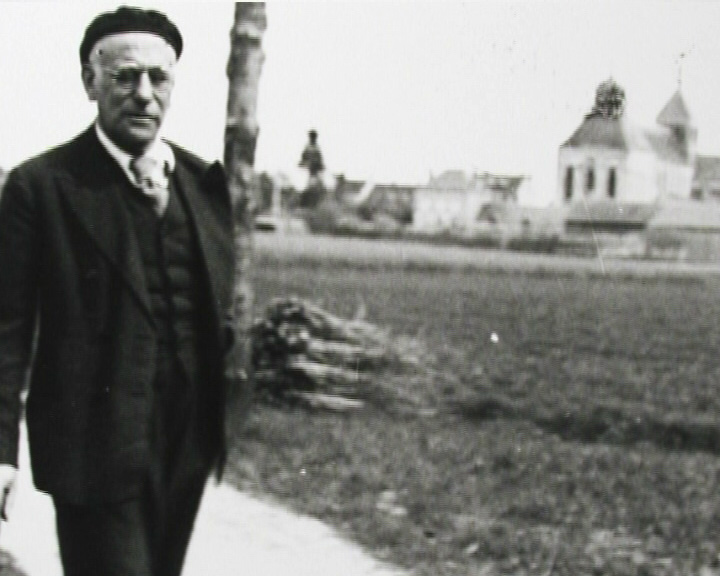
Max Jacob devant l'abbaye.

- Le poète Max Jacob y vécut de 1921 à 1928. Il y revint en 1936 et y est arrêté en février 1944 avant d'être déporté au camp de Drancy où il meurt quelques jours plus tard[112]. De nombreux artistes, amis de ce dernier, passèrent dans le village, parmi lesquels Pablo Picasso, Jean Cocteau, Paul Éluard, René Iché, Pierre Mac Orlan et Charles Trenet. Il est enterré dans le cimetière du village.
- Jean-Magloire Baudouin, (1817-1882), professeur de mathématiques, précepteur des Princes d’Orléans, Inspecteur général de l'instruction publique, est né le 15 septembre 1817 à Saint-Benoît-sur-Loire[113], décédé le 11 mars 1882 à Paris dans le 6e arrondissement, il est inhumé dans une chapelle du cimetière de Montmartre[114],[115].

## Enseignement
- Enseignement public : école élémentaire des petits et école des grands, rue de Tholey ;
- Enseignement privé : école Sainte-Marie et collège Saint-Joseph, place du Grand-Arcis.

## Économie
- Zone d’activités de l’Ormette.

## Jumelages
Tholey (Allemagne) depuis 1984, également célèbre pour son abbaye bénédictine.

## Équipement
- Station d'épuration[116].
- Sportifs : piste karting[117].